# Tirtawangunan
Tirtawangunan is een bestuurslaag in het regentschap Kuningan van de provincie West-Java, Indonesië. Tirtawangunan telt 1750 inwoners (volkstelling 2010).